# بخش کاریبو، شهرستان کیتسون، مینه سوتا
بخش کاریبو (به انگلیسی: Caribou Township) یک منطقهٔ مسکونی در ایالات متحده آمریکا است که در شهرستان کیتسان، مینه‌سوتا واقع شده‌است.
 بخش کاریبو ۱۱۴٫۵ کیلومتر مربع مساحت و ۴۸ نفر جمعیت دارد و ۳۱۱ متر بالاتر از سطح دریا واقع شده‌است.